# Mautern an der Donau
Mautern an der Donau (zastarale česky Mutárny) je historické městečko ležící v nadmořské výšce 201 m, ve spolkové zemi Dolní Rakousko, v politickém okresu Kremže (Krems). Žije zde přibližně 3 400 obyvatel.

## Geografie
Městečko tvoří čtyři místní části: Baumgarten (162), Hundsheim (236), Mautern an der Donau (2816), Mauternbach (251).
V závorkách uveden počet obyvatel v částech.

## Dějiny

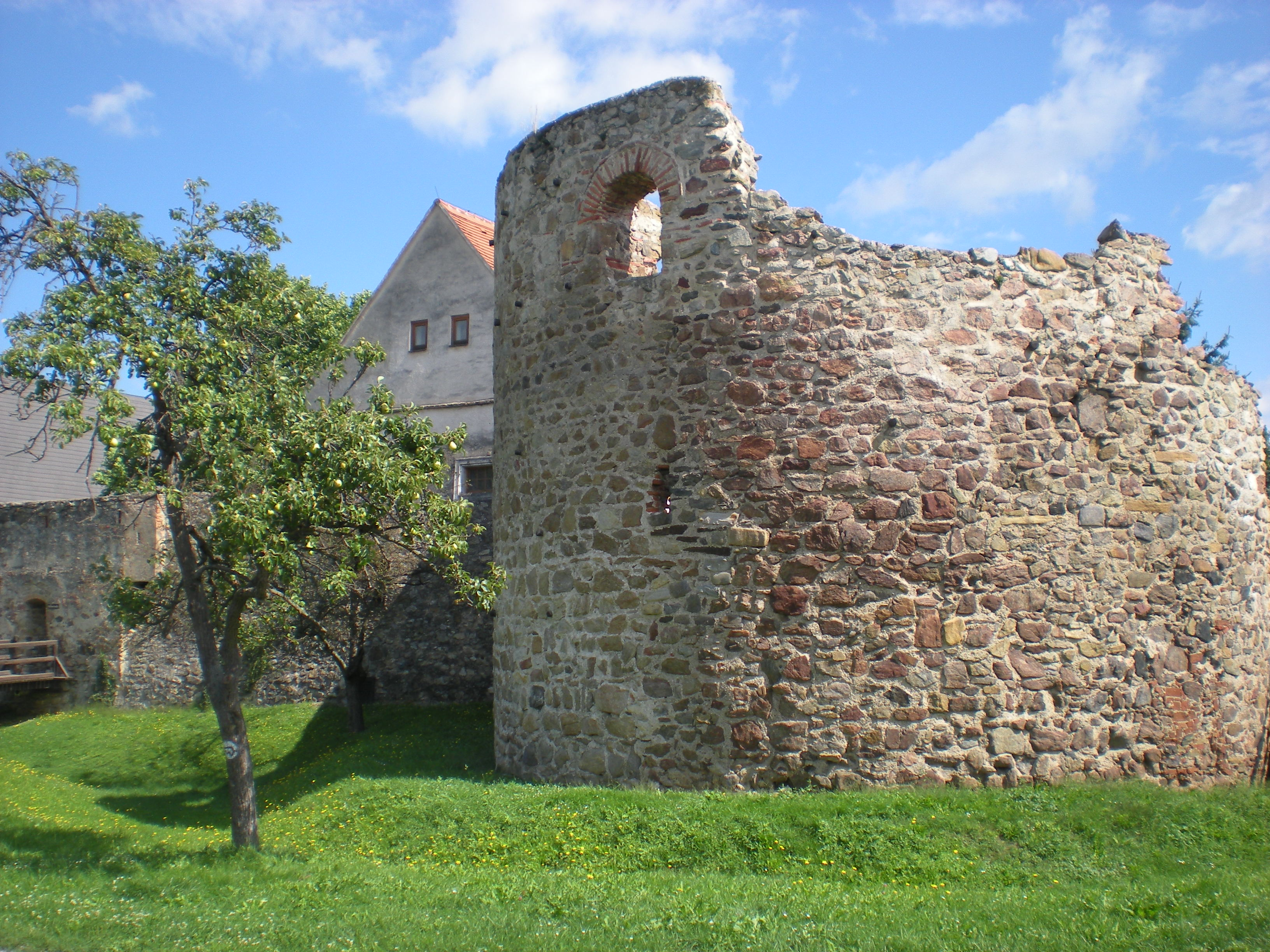
Zdi z doby římské (Favianis)

V době římské již v 1. století n. l. za vlády císaře Domitiana bylo nejdůležitějším sídlem středního Podunají na obchodní stezce se železem a solí, leželo na severní hranici s Germány. Římané zde tehdy měly dřevěný tábor, kolem roku 300 přestavěný na kamenný, ve kterém sídlila první legie Legio I. Noricum, sídlo nazývali Favianis nebo Favianae. Hrad Favianis chránil důležitý přechod přes řeku (brod) při okraji kraje Wachau. Rozsáhlé kamenné římské sídlo se zbytky hradeb a původními vinnými sklepy je dodnes ukryto v základech několika měšťanských domů. Po rozpadu Říše římské dobyli toto území Avaři, ve druhé polovině 5. století se Favianis stalo enklávou křesťanů, v níž misionář svatý Severin z Norika (410-480) založil klášter, ve kterém 8. ledna roku 482 zemřel. Do jeho kláštera vstoupil mnich Eugippius (465–533), opat a církevní spisovatel, který napsal první Severinův životopis Vita Sancti Severini. Obsahuje cenné věcné informace o soužití křesťanů s pohany a o životě při panovnickém sídle. Severinovo působení připomíná současná socha na křižovatce cest mezi Furthem a Mautern.
Osídlení východogermánským kmenem Rugiů v Mautern je doloženo například k roku 467, za vlády krále Flaccithea, roku 487 zvítězil král Odoaker s kmenem Skirů. Následně vládu získal zpět císař Karel Veliký roku 803, a připojil je k území východního Bavorska. Mautern bylo tehdy nejvýchodnější tržní osadou jeho říše. Roku 1137 biskup Reginmar zn Pasova uzavřel smlouvu o stavbě Svatoštěpánského chrámu.
Roku 893 sídlo přešlo pod správu kláštera v Kremsmünsteru a dnešní chrám/dvůr sv. Mikuláše dostal patrocinium sv. Agapita.
V letech 1276-79 král Rudolf I. Habsburský udělil osadě městské právo, svobody, právo městského opevnění a právo vlastního soudu.
Počátkem 14. století se zmiňuje kostel sv. Jana Křtitele v Hundsheimu jako poutní. Roku 1463 byl zbudován mezi Mautern a Steinem první dřevěný most přes řeku Dunaj.
Roku 1467 město získalo znak privilegiem císaře Fridricha III.
Roku 1734 kupuje dosavadní panství pasovských biskupů hrabě Bedřich Karel von Schönborn, biskup würzburský a mohučský.
Roku 1938 bylo město připojeno ke správě národních socialistů v Kremži. 17. dubna 1945 město vybombardovali sovětské bombardéry, zahynulo 30 civilistů.

## Památky

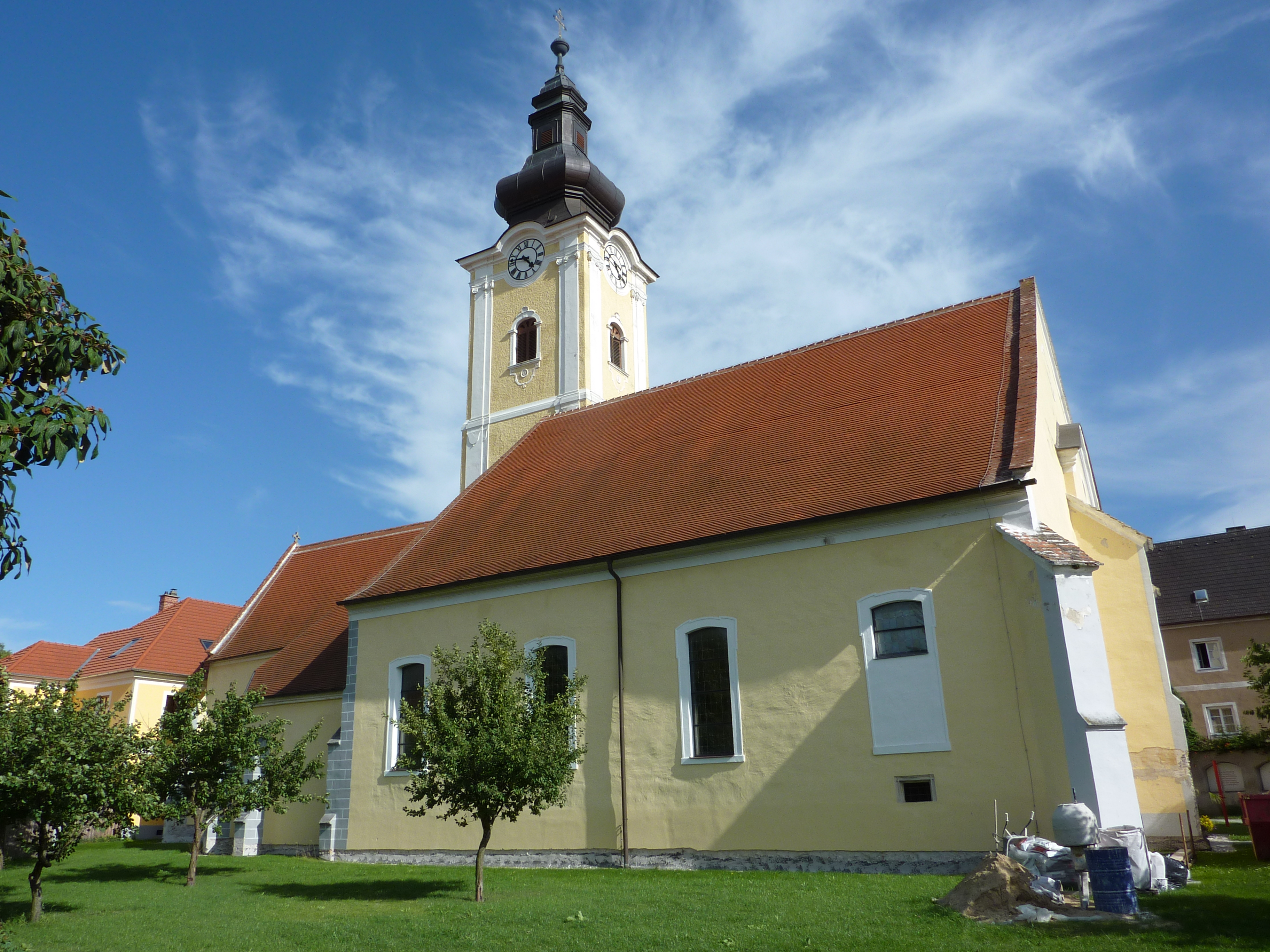
Kostel sv. Štěpána

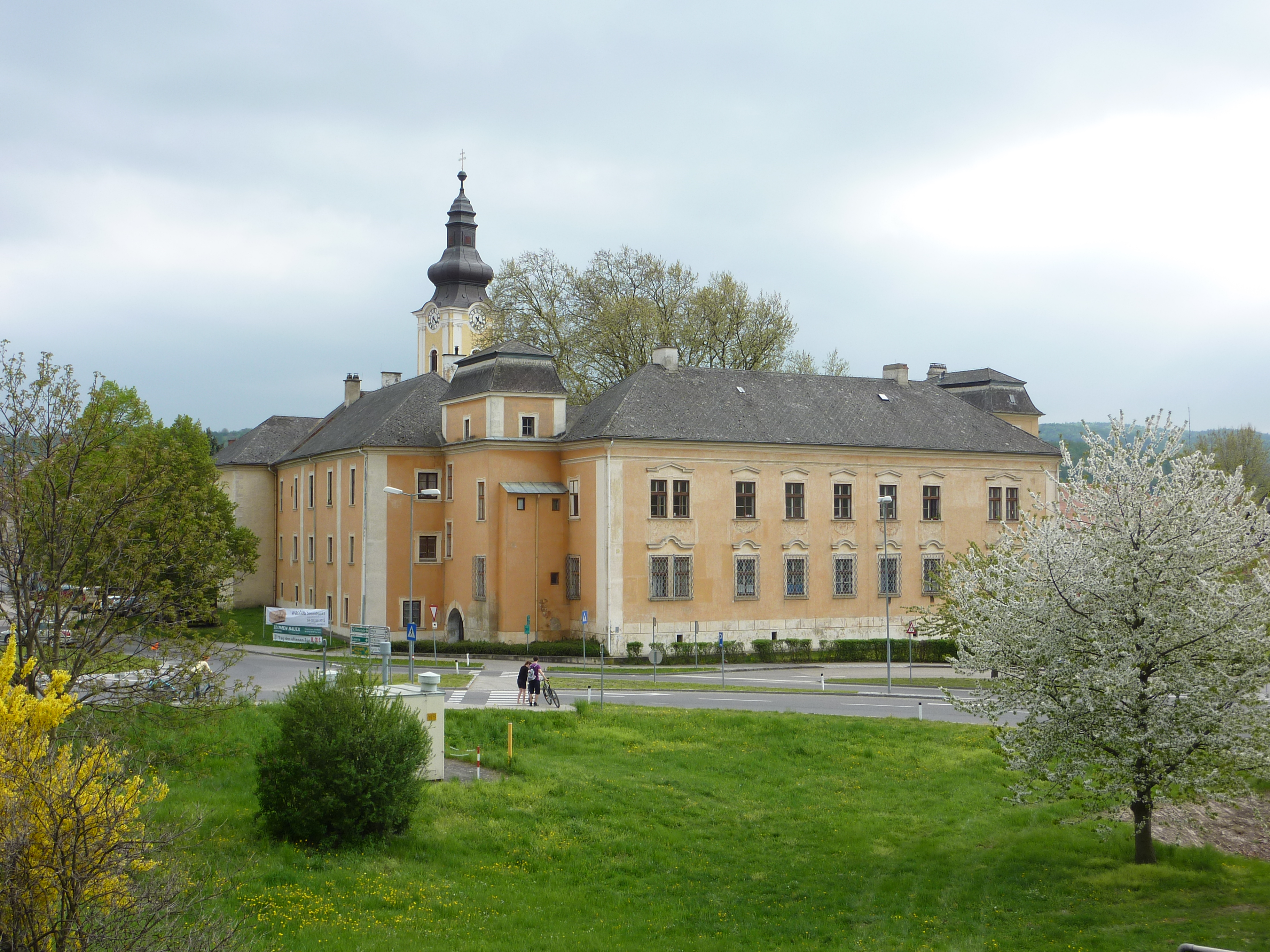
Zámek, bývalá rezidence pasovských biskupů

- Archeologické nálezy hroby, hradební zdi a vinné sklepy z doby římské; Římské muzeum (Römerhalle) sídlí v někdejším hospodářském objektu u mostu
- kostel sv. Štěpána založen mezi léty 1045 - 1065, má románské základy, gotický chór a základy hranolové věže ze 14. století, raně barokní je loď s kaplemi a klenbou; dodnes je duchovní správa vedena benediktiny z kláštera v Göttweigu.
- gotická hřbitovní (původně špitální) kaple sv. Markéty, písemně zmíněná již roku 1083
- špitál sv. Anny
- urbanistický celek města z doby renesanční, významné domy: Janaburg založil soudce Sebalt Janer, portál zdobí výklenky se sochami Spravedlnosti a Víry z roku 1581;, roku 1723 byl přestavěn na rezidenci opatů z Göttweigu
- rezidence pasovských biskupů při mostu přes Dunaj, přestavěná v době pozdního baroka hrabětem Schönbornem, s hospodářským objektem sloužícím jako Římské muzeum (Römerhalle) a kulturní zařízení
- most přes Dunaj, ocelová konstrukce z roku 1895
- barokní zámek se zahradami a dvěma dvory v místní části Baumgarten, z 1. poloviny 18. století, obnovený v letech 1911-1912

## Osobnosti
- Severin z Norika, misionář a zakladatel kláštera
- Franz Xaver Riedel (1738–1773), jezuita, učitel a spisovatel,
- Anton Kerner, rytíř z Marilaunu (1831–1898), botanik alpského rostlinopisu, profesor univerzity v Innsbrucku a ve Vídni